# Adama Sow Dièye
Adama Sow Dièye, née le 14 septembre 1954 à Rufisque, est une écrivaine sénégalaise.

## Biographie
Adama Sow Dièye nait en 1954 à Rufisque au Sénégal dans une famille de 4 enfants. Son père est cheminot. Elle grandit dans la ville de Thiès et fait ses études primaires à l'Ecole de la Cité Ballabey de Thiès, puis ses études secondaires au Lycée El Hadj Malick Sy. 
Elle commence ses études supérieure à l'Université de Dakar où elle obtient un diplôme ès Lettres classiques. Elle quitte le Sénégal pour la France et y poursuit ses études à l'Université Paris IV - La Sorbonne. En 1980 elle y obtient un doctorat en études grecques. Elle est professeur de Lettres Modernes de l'Université Cheikh Anta Diop de Dakar depuis 1981. 
Son premier ouvrage, le receuil de nouvelles Jimól Kaaw et autres nouvelles est publié aux Presses Universitaires de Dakar en 2009. En 2011, elle fait partie de la direction information, animation culturelle et sportive de l'Université Cheikh Anta Diop de Dakar (UCAD). 
En 2014, elle publie Sarinagara - Nouvelles d'une autre vie, un receuil de nouvelles. Elle est membre du conseil d'orientation de l'Observatoire National de la Parité (ONP).

## Oeuvre
- Jimól Kaaw et autres nouvelles, Presses Universitaires de Dakar, Dakar, 2009, 94 pages.
- Sarinagara - Nouvelles d'une autre vie Editions et Diffusion Athéna, 2014, 72 pages.